# Bataille de Khotin (1509)
Pour les articles homonymes, voir Bataille de Khotin.
Guerre polono-moldave (1502-1510)
La bataille de Khotin (en polonais : Chocim, en moldave Hotin : la forteresse était alors moldave) se déroula le 4 octobre 1509 entre les forces polonais commandées par l'hetman Mikołaj Kamieniecki et l'armée moldave commandée par le Pîrcălab (commandant de la forteresse) Copaciu. Les Polonais prirent la forteresse et ce fut l'épilogue de la guerre, qui avait débuté en 1509, entre la Pologne et la Moldavie.
Le traité de paix signé à Kamieniec Podolski le 22 janvier 1510 détermina la frontière entre les deux états sur les fleuves Czeremusz/Ceremuş et Dniestr. La Moldavie abandonna la ville de Dubăsari sur la rive gauche du Dniestr, ainsi que toute prétention sur la région de Pocoutie. La Pologne s'engagea à ne pas soutenir le prosélytisme catholique en Moldavie (principauté à majorité orthodoxe) et le projet de mariage du voïvode moldave Bogdan III le Borgne avec la princesse polonaise Izabela Jagiellonka fut envisagé.

## Sources